# Planche
En planche er en illustration, ofte som en plakat  til undervisningsbrug eller en side i en bog med illustrationer.
| Skole | Spire Denne artikel om en skole, en uddannelsesinstitution eller uddannelse er en spire som bør udbygges. Du er velkommen til at hjælpe Wikipedia ved at udvide den. |